# Ana Ángelo Comneno Ducas
Ana Ángelo Comneno Ducas (en griego: Ἄννα Ἀγγελίνα Κομνηνή Δούκαινα, en serbio: Ана Анђелина Комнина Дукина) era hija de Teodoro Comneno Ducas, gobernante de Epiro, y reina consorte de Serbia de 1228 a 1234, como esposa del rey Esteban Radoslav Nemanjić.
En 1216, el padre de Radoslav, Esteban I Nemanjić, intentó organizar un matrimonio entre su hijo y Teodora, hija del medio hermano de Teodoro, Miguel I Comneno Ducas. Sin embargo, la Iglesia prohibió este matrimonio porque habría sido entre primos de séptimo grado. En cambio, Radoslav se casó con Ana poco después.
Ana no era del agrado de la Iglesia y la nobleza serbia, y se la consideraba una influencia corruptora en Radoslav, quien ya estaba demasiado influenciado por los griegos a sus ojos, ya que se alió incondicionalmente con Epiro y se identificó con la dinastía griega de su madre tanto como con los Nemanjić.
Teodoro Comneno Ducas fue derrotado y capturado en la batalla de Klokotnitsa con Bulgaria en la primavera de 1230. La disensión entre la nobleza serbia creció a medida que la inflexible orientación pro-griega de Radoslav se convirtió en un problema. Así, una coalición de aristócratas serbios liderada por el medio hermano de Radoslav, Vladislav, lo derrocó a principios de 1234.
Radoslav y Ana se dirigieron primero a Ragusa e intentaron organizar un contragolpe contra Vladislav, pero lograron poco. Más tarde, el monje Teodosio afirmaría que Radoslav y Ana fueron a Dirraquio y se separaron allí, pero se ha demostrado que esta afirmación es falsa.
Después de un tiempo, regresaron a Serbia con la ayuda del arzobispo Sava y tomaron votos monásticos. El nombre monástico de Radoslav era Jovan.